# 我这一辈子

《我这一辈子》是中国作家老舍于1937年创作的中篇小说，全文两万字。以中华民国北洋时期北平一个普通巡警的自述，讲述他坎坷、悲惨的一生。1946年8月由上海惠群出版社出版。

## 改编作品
這部小說于1950年由中国导演石挥自导自演拍攝成電影，之後由广东巨星影业投资拍摄，改编為22集电视连续剧。
2006年为纪念《我这一辈子》发表70周年和老舍逝世四十周年以及‘话剧百年’，中国大陆首次制作演出话剧《我这一辈子》。由老舍儿子舒乙指导，李六乙改编、导演，仇晓光主演。2006年岁末在北京首都剧场演出。

## 电影
电影《我这一辈子》是1950年摄制的中国电影，由文华影片公司出品，石挥导演并主演。
该片上映后成为當年中国票房最高的电影。1955年，该片获得中華人民共和國文化部优秀影片二等奖。

## 电视剧
电视剧《我这一辈子》是2001年首播的中国大陆电视剧，由张国立兼任监制、导演、主演，並由邓婕、李诚儒、何冰、刘孜演出。